# Günter Haritz
Günter Haritz (født 16. oktober 1948 i Heidelberg) er en tysk forhenværende cykelrytter. Hans foretrukne disciplin var banecykling, og han blandt andet vandt guld i 4.000 meters holdforfølgelsesløb ved OL 1972.

## Karriere

### Amatør
Haritz var med på det vesttyske hold ved VM i banecykling 1970, hvor han var med på 4.000 meterholdet i forfølgelsesløb. Her blev vesttyskerne verdensmestre, og den præstation gentog de i 1973, mens de blev nummer tre i 1971.
Ved OL 1972 i München var vesttyskerne sammen med italienerne (der blev verdensmestre i 1971) og østtyskerne (treer ved VM i 1971) favoritterne i 4.000 m forfølgelsesløb. I kvalifikationsrunden sejrede vesttyskerne foran østtyskerne, mens italienerne højst overraskende kun blev nummer ni og var dermed ude af konkurrencen. I kvartfinalen besejrede vesttyskerne Bulgarien, og i semifinalen vandt de over Storbritannien, som de indhentede, da en af de britiske ryttere punkterede og måtte udgå. Finalen blev et øst-/vesttysk opgør, men løbet blev ikke så spændende, som forventet, idet vesttyskerne førte med fire sekunder efter tre kilometer, og de vandt guldet sikkert, mens briterne vandt kampen om bronzemedaljen. Det vesttyske hold bestod foruden Haritz af Udo Hempel, Jürgen Colombo og Günther Schumacher med Peter Vonhof som reserve (han kørte semifinalen i stedet for Hempel).
Som amatør vandt han desuden tre vesttyske mesterskaber (i omnium og parløb) og vandt yderligere fire nationale medaljer.

### Professionel
Efter VM i 1973 blev Haritz professionel. Som professionel kørte han både landevejsløb og baneløb, specielt  seksdagesløb. Han kørte i alt 83 seksdagesløb og vandt elleve af disse, alle i 1975-1977. Hans bedste resultat i Københavns seksdagesløb var dog en tredjeplads, som han opnåede i 1976 sammen med makker René Pijnen. På bane vandt han desuden EM i motorpace i 1975 og i parløb i 1976.
På landevejen blev han tysk mester i 1974, og han fik sølv i 1975, bronze i 1976 og sølv igen i 1979. I store internationale etapeløb var han som regel hjælperytter og endte et stykke nede i feltet. Under Vuelta a España i 1976 blev Haritz taget for doping og blev smidt ud af løbet.[kilde mangler]

### Efter aktiv karriere
Efter han stoppede som aktiv cykelrytter, var Haritz indehaver af en cykelforretning i Leimen. Han skrev desuden flere bøger om cykling og cykelløb.